# Саваль, Мануэль
Мануэль Саваль (исп. Juan Manuel Ruiz Saval; 22 июня 1956, Мехико — 23 июня 2009, там же) — мексиканский актёр.

## Биография
Родился в семье известной мексиканской актрисы и певицы Манолиты Саваль.
В 1975 году дебютировал под именем Мануэль Заваль (исп. Manuel Zaval) в фильме «El esperado amor desesperado». Он также работал в театре. С 1980 года работал на телевидении, где его первой работой стала теленовелла «Corazon sin rumbo».
В 1989 году исполнил роль Хуана Карлоса дель Вильяра в сериале «Просто Мария», которая стала одной из самых известных в его карьере. В этой теленовелле он играл с Викторией Руффо, Сильвией Дербес и другими известными актёрами.
Мануэль Саваль был женат на Марте Эухении Гальегас. В браке родился единственный сын Франсиско.
В 2007 году актёру был поставлен диагноз рак гортани. Несмотря на операции, актер был вынужден оставить работу, так как потерял голос.
22 июня 2009 года многие известные актёры собрались, чтобы отпраздновать его день рождения и поддержать актера в борьбе с тяжёлым недугом. Сам он присутствовать уже не мог и наблюдал за поздравлениями через интернет.
На следующий день, 23 июня, актер скончался. Похоронен на кладбище Пантеон, где покоятся известные мексиканские деятели культуры и искусства.

## Фильмография

### Теленовеллы телекомпанииTelevisa
- 1980 — Corazon sin rumbo — Хорхе
- 1980 — Espejismo
- 1982 — Lo que el cielo no perdona
- 1983 — La pobre Senorita Lemantur
- 1984 — Гваделупе…. Роберто
- 1984 — Principessa — Рейнальдо
- 1985 — Los anos pasan — Родольфо
- 1986 — Muchachita
- 1989 — Просто Мария…. Хуан Карлос дель Вильяр (дубляж — Юрий Меншагин)
- 1992 — Mágica juventud
- 1995 — Мария из предместья…. Оскар Монтальбан
- 1999 — Carita de Ángel — падре Габриэль Лариос Роча
- 1999 — Росалинда — Альфредо дель Кастильо
- 2002 — Cómplices al rescate — Роландо дель Валле
- 2002 — Vivan los ninos ! — Фернандо Молина
- 2004 — Corazones al limite — Освальдо Мадригал
- 2004 — Hospital el paisa — доктор Мануэль
- 2005 — Suenos y caramelos — Августо Монрас
- 2005 — Bajo el mismo techo — Карлос
- 2006 — Mujer, casos de la vida real

## Награды и премии

### TVyNovelas
- 1985 - Лучшее мужское откровение - Счастливые годы - Победитель.

* Лучший молодой актёр - Тот же - Номинирован.
- 1987 - Лучший молодой актёр - Девчонка - Номинирован.
- 1990 - Лучшая главная мужская роль - Просто Мария - Номинирован.
- 2000 - Лучшиа актёр второго плана - Росалинда - Номинирован.